# Bulbophyllum coriophorum
Bulbophyllum coriophorum là một loài phong lan thuộc chi Bulbophyllum.
 Tư liệu liên quan tới Bulbophyllum coriophorum tại Wikimedia Commons

## Hình ảnh

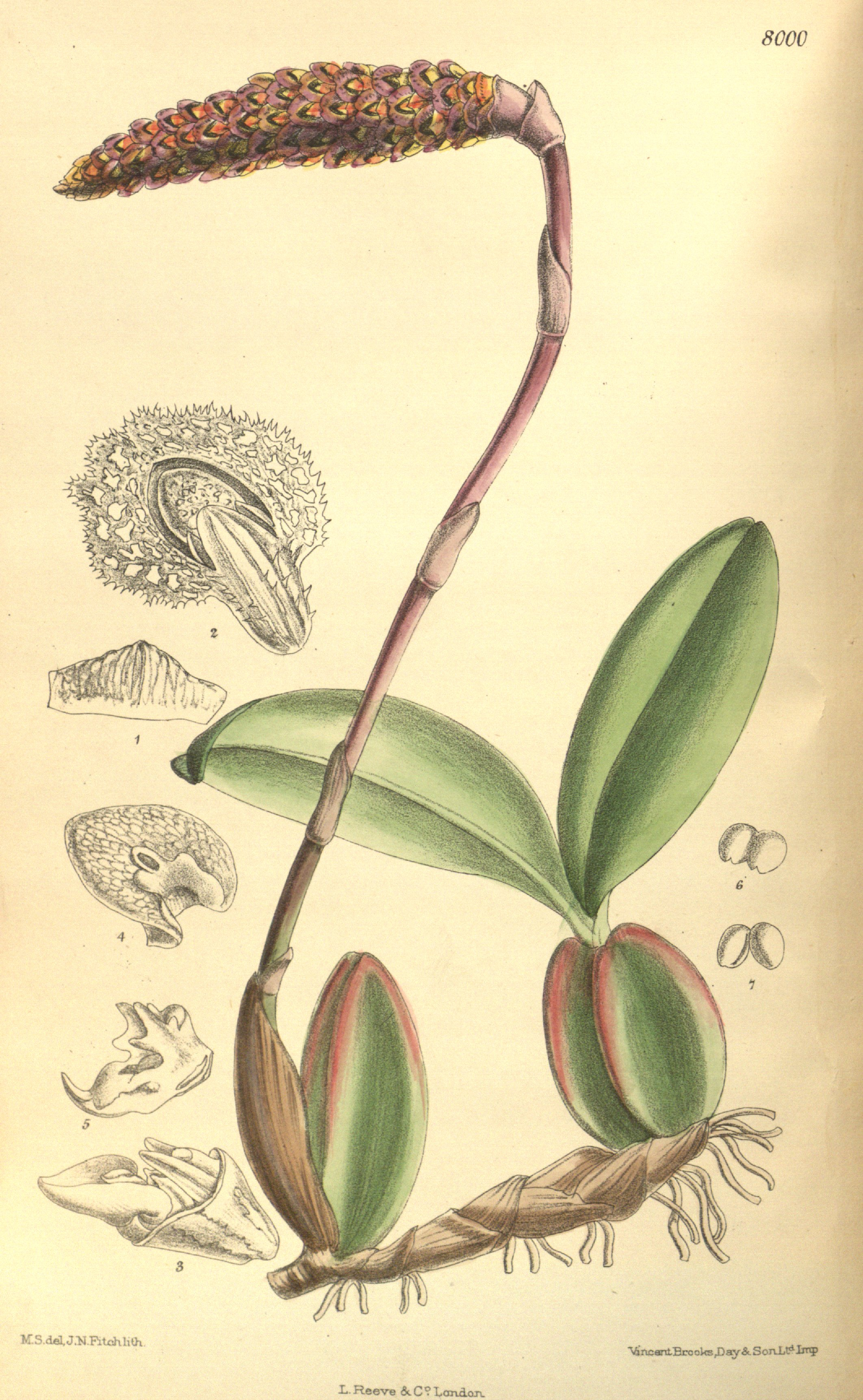